# Rząśnia (Pajęczno)
Pour les articles homonymes, voir Rząśnia.
Rząśnia (prononciation [ˈʐɔ̃ɕɲa]) est un village de la gmina de Rząśnia, du powiat de Pajęczno, dans la voïvodie de Łódź, situé dans le centre de la Pologne.
Le village est le siège administratif (chef-lieu) de la gmina appelée gmina de Rząśnia.
Il se situe à environ 9 kilomètres au nord de Pajęczno (siège du powiat) et 70 kilomètres au sud-ouest de Łódź (capitale de la voïvodie).

Sa population s'élevait à 1 106 habitants en 2011.

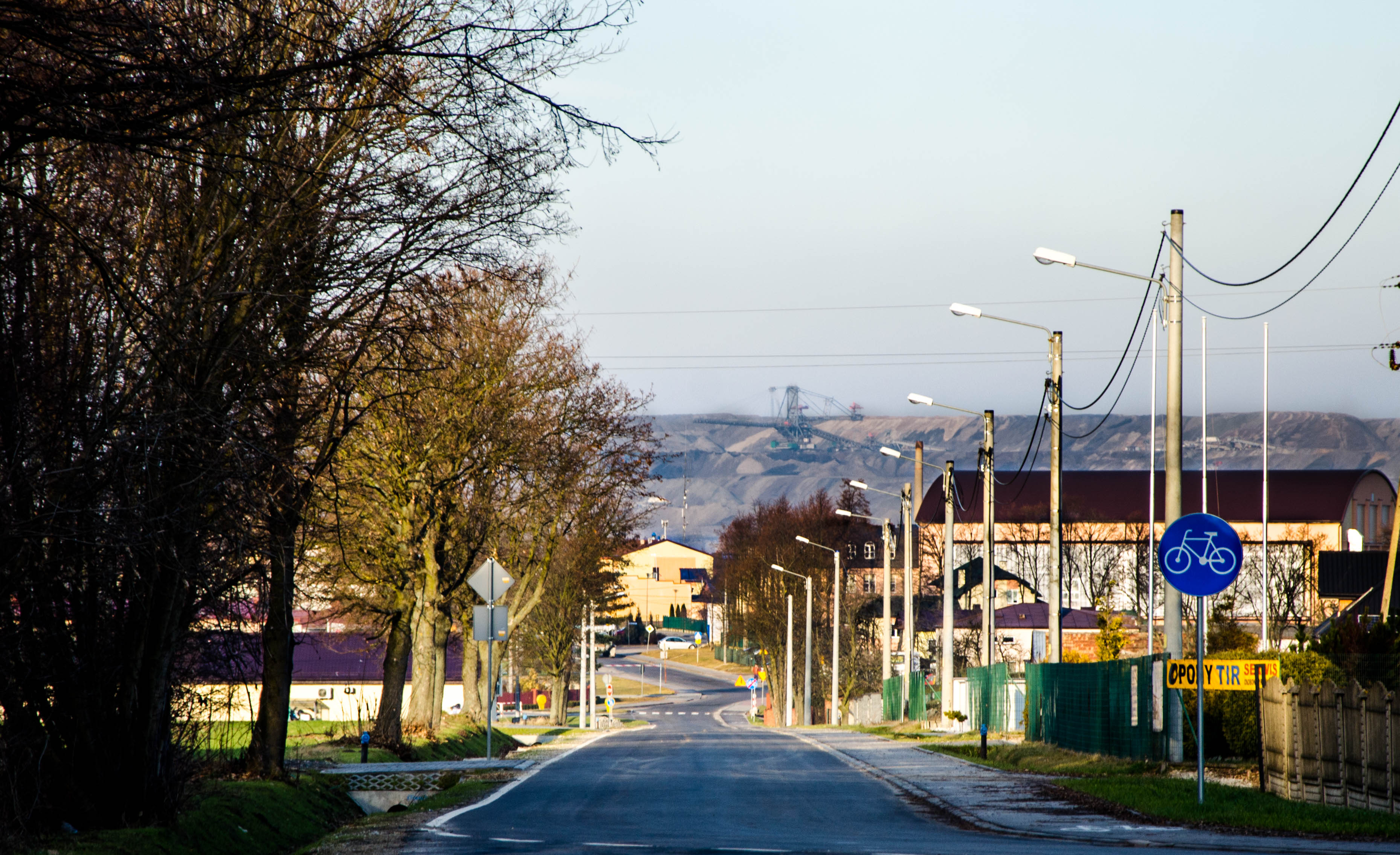
Rząśnia et mine de charbon
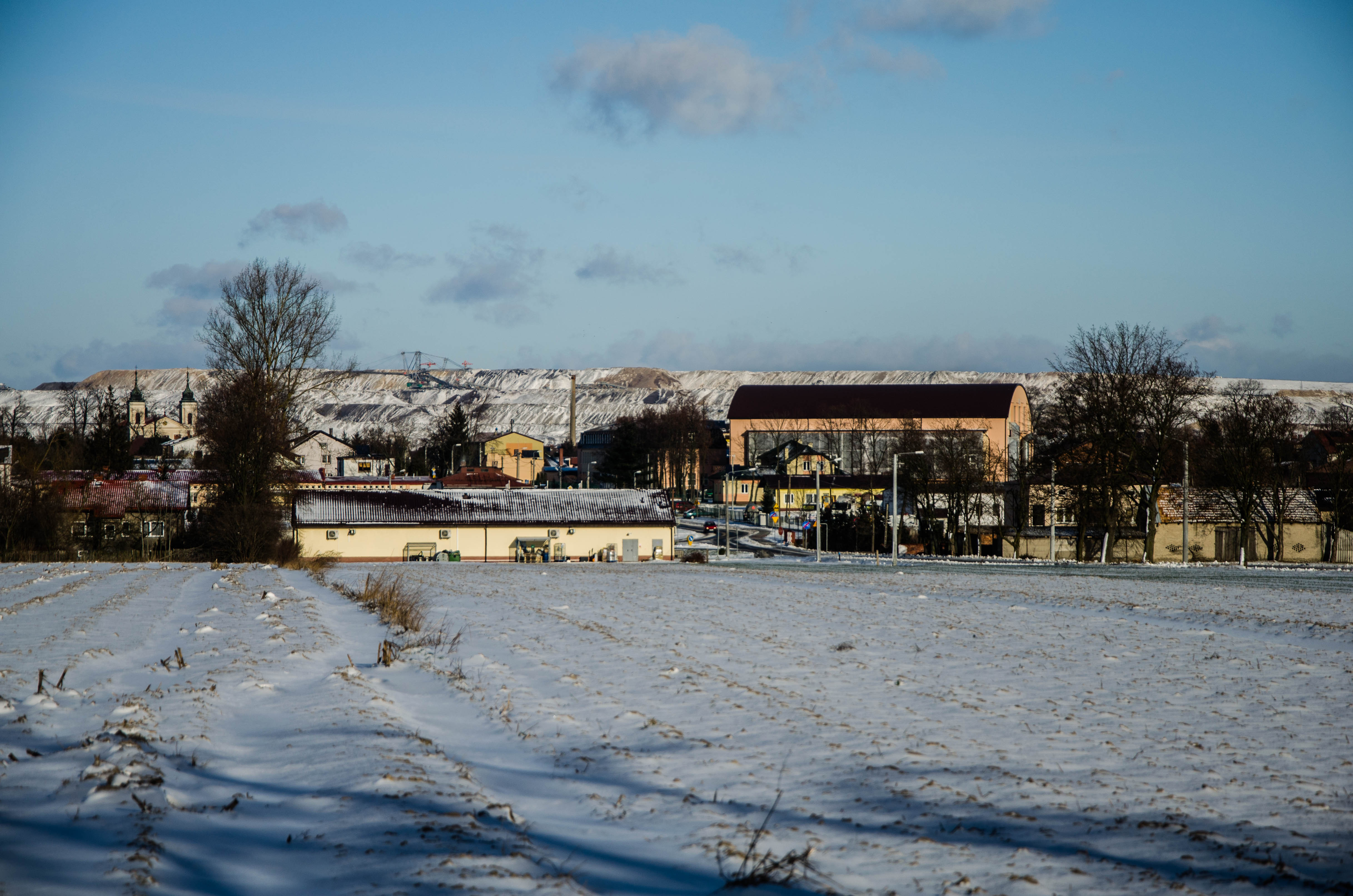
panorama d'hiver

## Administration
De 1975 à 1998, le village était attaché administrativement à l'ancienne voïvodie de Piotrków.

Depuis 1999, il fait partie de la nouvelle voïvodie de Łódź.